# Scina tullbergi
Scina tullbergi är en kräftdjursart som först beskrevs av Carl Erik Alexander Bovallius 1885.  Scina tullbergi ingår i släktet Scina och familjen Scinidae. Inga underarter finns listade i Catalogue of Life.